# Agriotes stepanovorum
Agriotes stepanovorum là một loài bọ cánh cứng trong họ Elateridae. Loài này được Orlov miêu tả khoa học năm 1997.